# Liste Kirchheimbolander Persönlichkeiten
Die Liste Kirchheimbolander Persönlichkeiten enthält bedeutende Persönlichkeiten mit Bezug zu Kirchheimbolanden, geordnet nach Personen, die in der Stadt geboren wurden, beziehungsweise in Kirchheimbolanden gewirkt haben. Die Liste erhebt keinen Anspruch auf Vollständigkeit.

## Ehrenbürger
- Franz Joseph Pilgeram (1836–1894), Kunstverleger und Stifter, Ehrenbürger seit 1891
- Georg von Neumayer (1826–1909), Geophysiker und Polarforscher; seit 1896 Ehrenbürger
- Carl Glaser (1841–1935), Chemiker
- Heinrich von Brunck (1847–1911), Stifter der Neuanlage des Schlossgartens einschließlich der Bäume aus aller Welt.
- Luise Michel, ab  1950, für ihr soziales Engagement
- Horst Penner (1910–2002), Oberstudienrat und Historiker; ab 1989 Ehrenbürger
- Konrad Lucae, ab 13. November 1996 Ehrenbürger
- Lothar Sießl (1921–2001), Gynäkologe und Stadtbürgermeister; ab 10. März 1999 Ehrenbürger

## Söhne und Töchter der Stadt

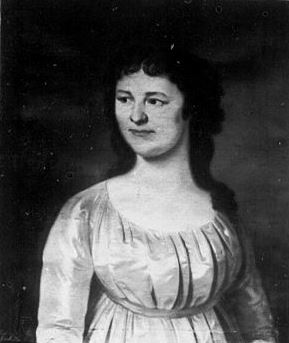
Amalie von Nassau-Weilburg

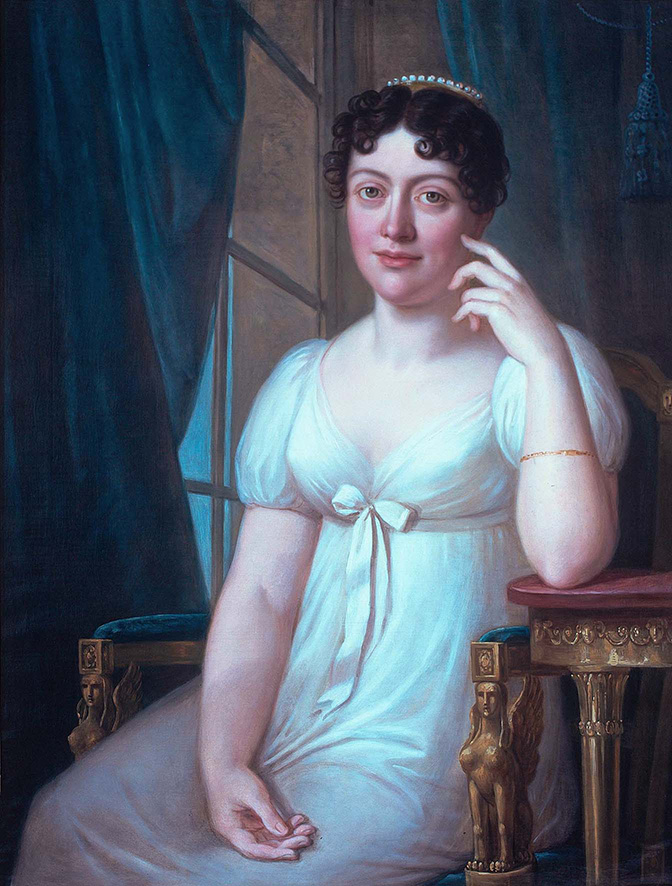
Henriette von Nassau-Weilburg

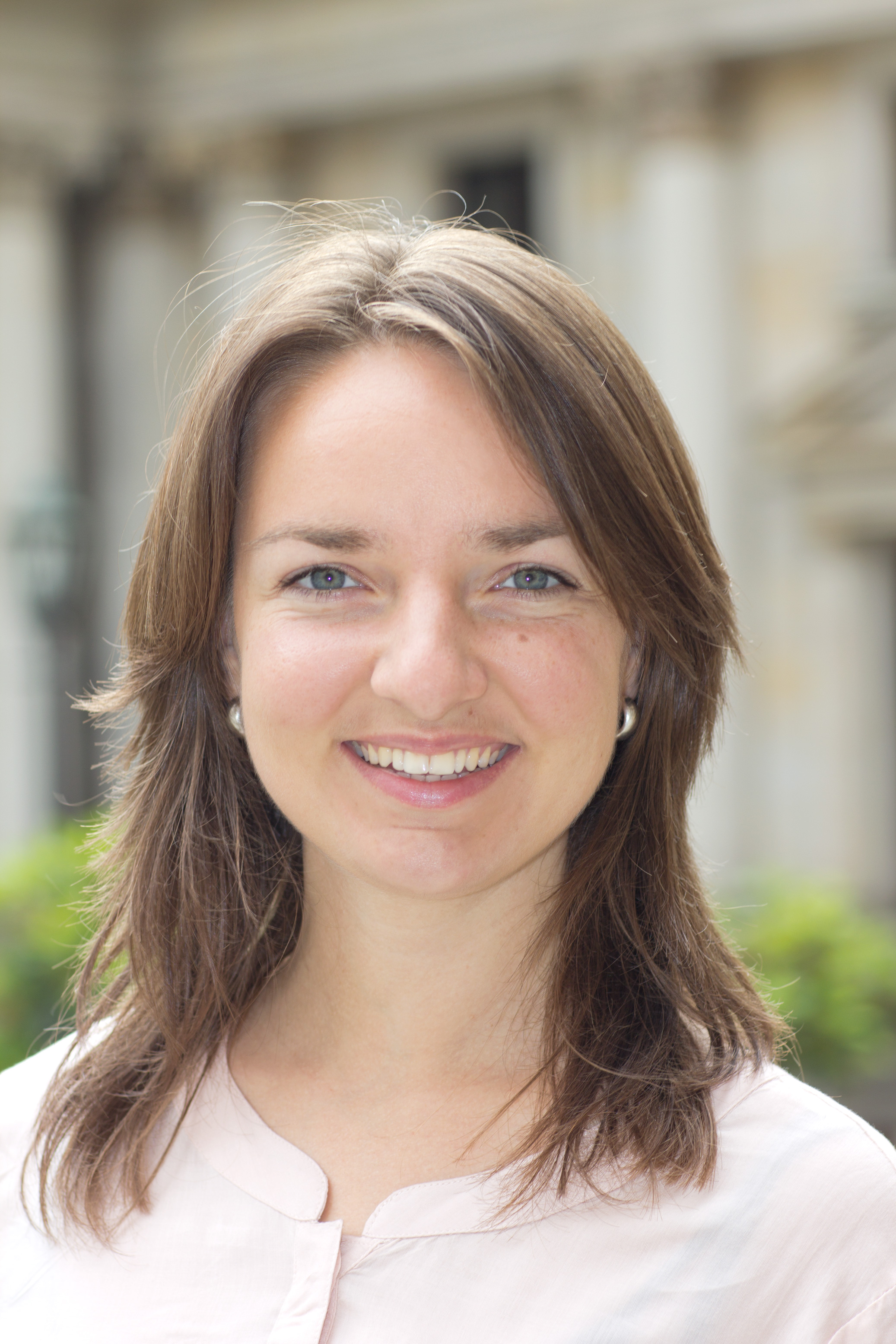
Heidrun Schmitt

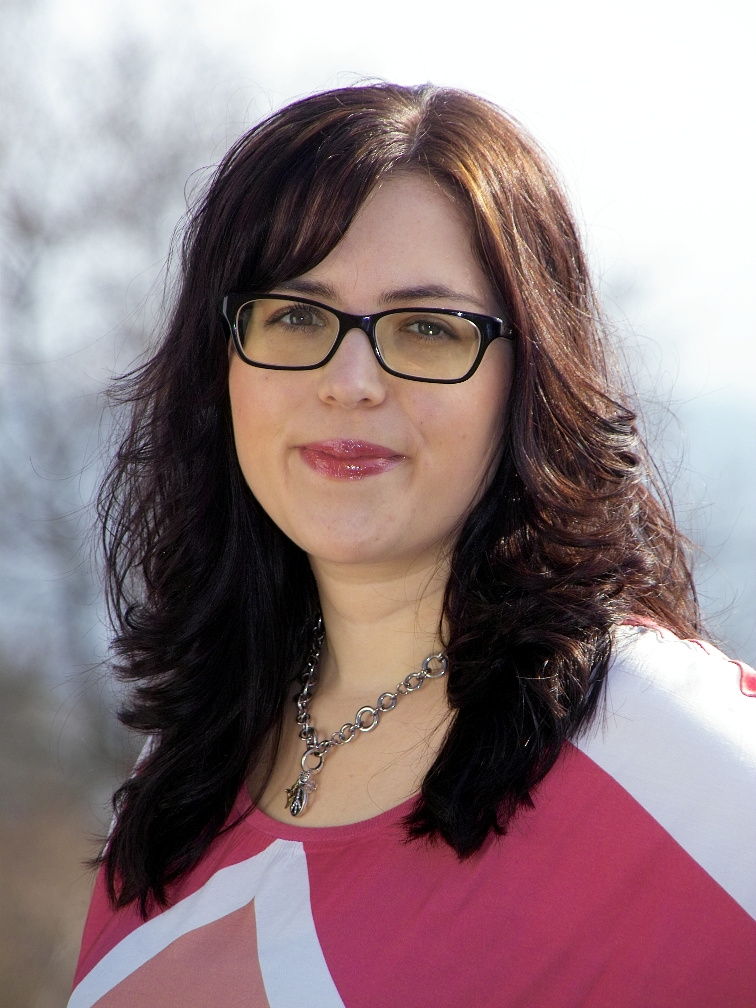
Jaqueline Rauschkolb

### Jahre bis 1900
- Johann III. (Nassau-Saarbrücken) (1423–1472), Graf von Saarbrücken
- Johann Karl Baumann (~1714–1794), pfalz-zweibrückischer Orgelbauer
- Friedrich Ludwig Wanzel (1775–1850), Politiker
- Amalie von Nassau-Weilburg (1776–1841), Fürstin von Anhalt-Bernburg
- Jacob Anton Brogino (1779–1854), Politiker
- Henriette von Nassau-Weilburg (1780–1857), Adelige
- Wilhelm I. (Nassau) (1792–1839), Herzog von Nassau von 1816 bis 1839
- Friedrich Wilhelm Knoebel (1802–1871), Pädagoge und Publizist, Teilnehmer am Hambacher Fest
- Philipp Hack (1802–1865), Politiker
- Albrecht Merz von Quirnheim (1824–1878), Ingenieuroffizier im bayerischen Genie-Bataillon
- Georg von Neumayer (1826–1909), Geophysiker und Polarforscher, Gründer und Leiter der Deutschen Seewarte.
- Mathilde Hitzfeld (1826–1905), bekannteste 1848-Revolutionärin des Ortes.
- Franz Joseph Pilgeram (1836–1894), Kunstverleger
- Carl Glaser (1841–1935), Chemiker
- Eugen Wolf (1850–1912), Journalist und Forscher
- Georg Schloßer (1865–1932), Verwaltungsjurist und Bezirksamtmann
- Otto Brunck (1866–1946), Chemiker
- Heinrich Hopp (1866–1944), Politiker (CNBLP)
- Heinrich Stollhof (1878–1956), Geistlicher Rat, Flottenpfarrer bei der Kaiserlichen Kriegsmarine in Kiel.
- Friedrich Breith (1892–1982), Generalleutnant im Zweiten Weltkrieg und letzter Kommandeur der 4. Gebirgs-Division
- Helmut Ammon (1898–1976), Ministerialbeamter

### 20. Jahrhundert

#### 1901 bis 1950
- Karl Lothar Wolf (1901–1969), Professor für Physikalische Chemie, 1948–1954 Leiter des Nordpfalzgymnasiums
- Walter Schmadel (1902–1944), Journalist
- Theodor Ritterspach (1904–1999), Richter des Bundesverfassungsgerichts
- Julius Kranzbühler (1909–1977), Jurist und Politiker (FDP)
- Lisel Heise (1919–2022), einhundertjährig gewählte Kommunalpolitikerin
- Theodor Wohnhaas (1922–2009), Musikwissenschaftler und Organologe
- Rudi Müller (1927–2003), Förderer des Breitensports und der Völkerverständigung
- Horst Schwab (1935–2017), Maler und Bildhauer
- Volker Eid (1940–2022), römisch-katholischer Theologe
- Hans Georg Lößl (* 1940), evangelischer Theologe
- Georg Bossong (* 1948), Romanist

#### 1951 bis 2000
- Claudia Klüppelberg (* 1953), Mathematikerin
- Manfred Heimers (* 1956), Historiker und Archivar
- Jutta Ecarius (* 1959), Pädagogin
- Jochen Steuerwald (* 1967), Kirchenmusiker
- Christian Klischat (* 1969), Schauspieler
- Simon Ofenloch (* 1977), Autor, Drehbuchautor und Filmproduzent
- David Hoffmann (* 1980), Bodybuilder
- Heidrun Schmitt (* 1980), Politikerin (GRÜNE)
- Christian Gittelmann (* 1983),  Fußballschiedsrichterassistent
- Max Roser (* 1983), Wirtschaftswissenschaftler
- Jaqueline Rauschkolb (* 1987), Politikerin (SPD)
- Tim Schwartz (* 1987), Basketballspieler
- Sascha Kotysch (* 1988), Fußballspieler
- Lisett Stuppy (* 1988), Politikerin (GRÜNE)
- Timo Becker (* 1989), Fußballspieler
- Aaron Krüger (* 1989), guamisch-deutscher Fußballspieler
- Vanessa Neumann (* 1990), Influencerin und Rennfahrerin
- Lotte Glatt (* 1993), Moderatorin und Reporterin
- Sandro Loechelt (* 1995), Fußballspieler

## Personen, die vor Ort gewirkt haben
- Philipp Christian Schmidt (1762–nach 1833), ab etwa 1800 als Orgelbauer vor Ort
- Joseph Nikolaus von Mantel (1800–1872), Forstmann im Ort
- Theodor Berkmann (1802–1870), nahm in den 1830er Jahren an den Aktivitäten der liberalen Bewegung in Kirchheimbolanden teil
- Friedrich Ludwig von Botzheim (1739–1802), ab 1770 fürstlich nassau-weilburgischer Regierungs- und Kammerpräsident zu Kirchheim
- Ulrich Brunck (1833–1906), Reichstags- und Landtagsabgeordneter, Stadtbürgermeister 1905–1906
- Karl Wilhelm Edelhoff (* 1937), lebt in Kirchheimbolanden
- Karl Matthias Ernst (1758–1830), ab Ende 1783 Nassau-Weilburgischer Hofzeichner vor Ort
- Karl Fittler (1894–1966), Stadtbürgermeister 1946–1956
- Elmar Funk (1942–2018), Träger des Bundesverdienstkreuzes
- Hans Christoph Ernst von Gagern (1766–1852), ab 1788 leitender Minister des Fürstentums Nassau-Weilburg in Kirchheimbolanden bzw. Weilburg
- Uta Gräf (* 1970), arbeitet auf dem Rothenkircher Hof
- Karl Heintz (1897–1978), arbeitete beim Bezirksamt Kirchheimbolanden
- Christian von Holst (* 1941), absolvierte sein Abitur am Nordpfalzgymnasium
- Simone Huth-Haage (* 1966), absolvierte vor Ort ihr Abitur
- Anissa Kahla, Trägerin des Bundesverdienstkreuzes
- Johann Philipp Mihm (* um 1710; † nach 1774), vor Ort Hofbildhauer
- Jacob Müller (1822–1905), ab 1848 Zivilkommissär für den Bezirk Kirchheimbolanden
- Karoline von Oranien-Nassau-Diez (1743–1787), Adelige, starb vor Ort
- Joseph Anton Purpus (1860–1932), besuchte das örtliche Progymnasium
- Hans Adolf Schäfer (* 1936), Träger des Bundesverdienstkreuzes
- Hedwig Schardt (1924–2004), saß von 1952 bis 1998 im Stadtrat
- Kathrin Senger-Schäfer (* 1962), besuchte vor Ort das Gymnasium
- Erich Spickschen (1897–1957), starb vor Ort